# Cyclocross-Weltmeisterschaften 1980
Die Cyclocross-Weltmeisterschaften 1980 wurden im schweizerischen Wetzikon ausgetragen. Die im Vorjahr noch getrennt organisierten Junioren-Wettkämpfe wurden in die Veranstaltung integriert, die damit erstmals zwei Tage dauerte, nämlich vom 26. zum 27. Januar. Obwohl Wetzikon der offizielle Austragungsort war, fanden die Wettkämpfe großenteils auf Gossauer Boden statt, nämlich rund um die Siedlungen Bönler und Allenberg.

## Ergebnisse

### Profis
| Platz | Land        | Sportler           |
| ----- | ----------- | ------------------ |
| 1     | Belgien     | Roland Liboton     |
| 2     | Deutschland | Klaus-Peter Thaler |
| 3     | Niederlande | Hennie Stamsnijder |

### Amateure
| Platz | Land    | Sportler             |
| ----- | ------- | -------------------- |
| 1     | Schweiz | Fritz Saladin        |
| 2     | Polen   | Andrzej Mąkowski     |
| 3     | Polen   | Grzegorz Jaroszewski |

### Junioren
| Platz | Land             | Sportler        |
| ----- | ---------------- | --------------- |
| 1     | Tschechoslowakei | Radomír Šimůnek |
| 2     | Spanien          | Jokin Mújika    |
| 3     | Schweiz          | Bernard Woodtli |